# Howell County
Das Howell County ist ein County im US-amerikanischen Bundesstaat Missouri. Im Jahr 2020 hatte das County 39.750 Einwohner und eine Bevölkerungsdichte von 16,6 Einwohnern pro Quadratkilometer. Der Verwaltungssitz (County Seat) ist West Plains.

## Geografie
Das County liegt im Süden von Missouri in den Ozarks und grenzt an Arkansas. Es hat eine Fläche von 2404 Quadratkilometern, wovon zwei Quadratkilometer Wasserfläche sind. An das Howell County grenzen folgende Nachbarcountys:
|                             | Texas County             | Shannon County |
| Douglas County Ozark County |                          | Oregon County  |
|                             | Fulton County (Arkansas) |                |

## Geschichte
Das Howell County wurde am 2. März 1857 aus Teilen des Oregon County gebildet. Benannt wurde es nach Josiah Howell, der die erste Siedlung hier errichtete.
Die erste Kreisversammlung wurde 1876, etwa zwei Kilometer östlich von West Plains, in einem Blockhaus abgehalten. Das erste Gefängnis, erbaut aus Holz, wurde 1862 während des Sezessionskriegs zerstört. 1866 wurden alle County-Unterlagen bei einem Feuer zerstört. Ein neues Courthouse wurde 1869 in West Plains erbaut.

## Demografische Daten
Nach der Volkszählung im Jahr 2010 lebten im Howell County 40.400 Menschen in 15.404 Haushalten. Die Bevölkerungsdichte betrug 16,8 Einwohner pro Quadratkilometer. In den 15.404 Haushalten lebten statistisch je 2,56 Personen.
Ethnisch betrachtet setzte sich die Bevölkerung zusammen aus 96,6 Prozent Weißen, 0,5 Prozent Afroamerikanern, 0,7 Prozent amerikanischen Ureinwohnern, 0,6 Prozent Asiaten sowie aus anderen ethnischen Gruppen; 1,5 Prozent stammten von zwei oder mehr Ethnien ab. Unabhängig von der ethnischen Zugehörigkeit waren 1,7 Prozent der Bevölkerung spanischer oder lateinamerikanischer Abstammung.
24,6 Prozent der Bevölkerung waren unter 18 Jahre alt, 58,0 Prozent waren zwischen 18 und 64 und 17,4 Prozent waren 65 Jahre oder älter. 51,5 Prozent der Bevölkerung war weiblich.

Das jährliche Durchschnittseinkommen eines Haushalts lag bei 35.282 USD. Das Pro-Kopf-Einkommen betrug 17.135 USD. 19,7 Prozent der Einwohner lebten unterhalb der Armutsgrenze.

## Ortschaften im Howell County
Citys
- Brandsville
- Mountain View
- West Plains
- Willow Springs

Unincorporated Communities
| - Amy - Arditta - Burnham - Caulfield - Chapin - Cornertown | - Crider - Cull - Cureall - Egypt Grove - Fanchon - Grimmet | - Hocomo - Hutton Valley - Lanton - Lebo - Leota - Moody | - Olden - Ott - Peace Valley - Pomona - Pottersville - Siloam Springs | - South Fork - Sterling - Trask - Turnerville - White Church |

## Gliederung
Das Howell County ist in zwölf Townships eingeteilt:
| Township               | Einwohner (2010) | FIPS     |
| ---------------------- | ---------------- | -------- |
| Benton Township        | 2127             | 29-04690 |
| Chapel Township        | 586              | 29-13168 |
| Dry Creek Township     | 1777             | 29-20188 |
| Goldsberry Township    | 4126             | 29-27748 |
| Howell Township        | 19.681           | 29-33382 |
| Hutton Valley Township | 1094             | 29-34120 |

| Township                | Einwohner (2010) | FIPS     |
| ----------------------- | ---------------- | -------- |
| Myatt Township          | 655              | 29-50960 |
| Siloam Springs Township | 757              | 29-67844 |
| Sisson Township         | 1516             | 29-68078 |
| South Fork Township     | 1109             | 29-68780 |
| Spring Creek Township   | 1972             | 29-69644 |
| Willow Springs Township | 5000             | 29-80116 |